# Casa Pinardi

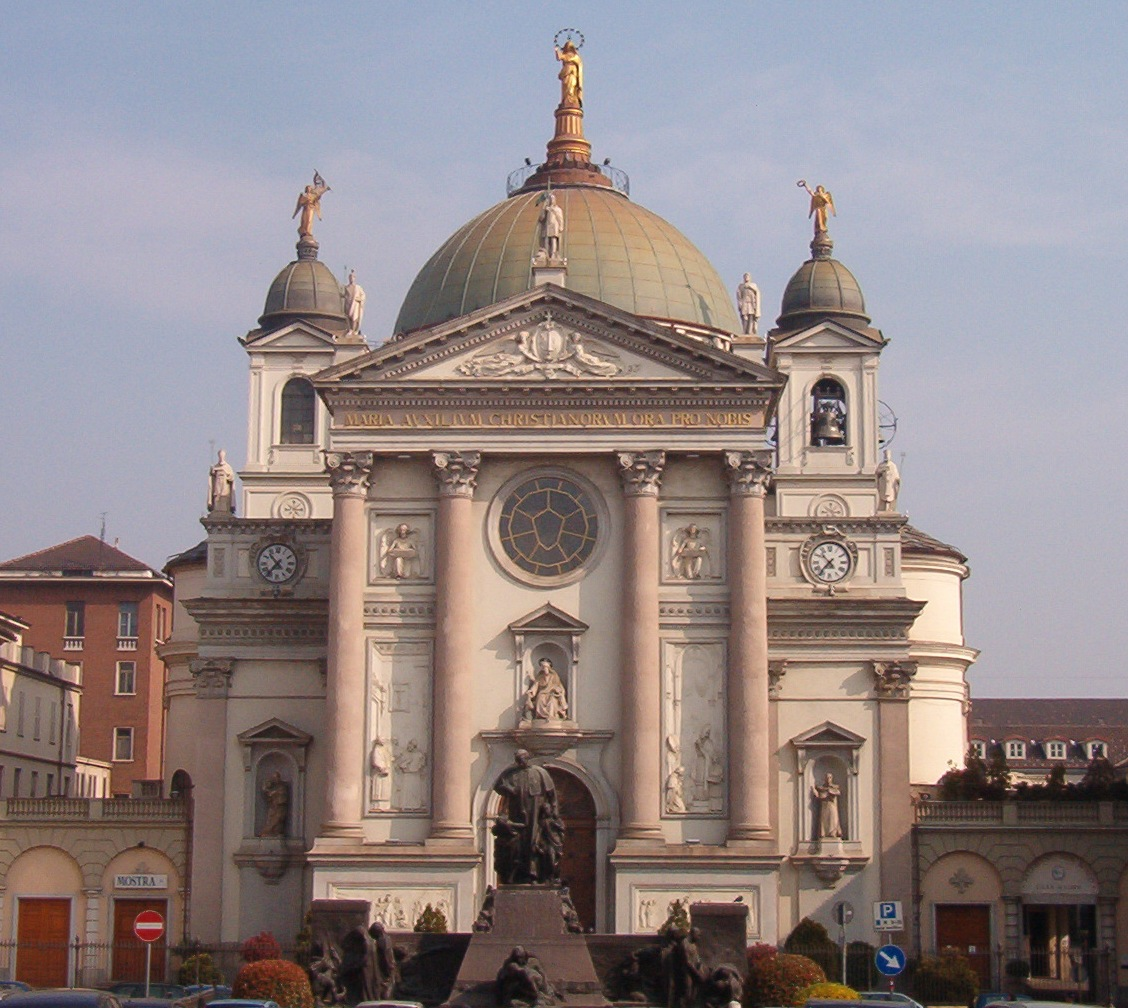
Basílica de María Auxiliadora, construida en el sitio de la Casa Pinardi, corazón de la actividad juvenil de Don Bosco.

La Casa Pinardi se refiere a la antigua casa del señor Francisco Pinardi de la localidad de Valdocco en Turín durante la primera mitad del siglo XIX. Pinardi ofreció la casa a Don Bosco como espacio de su "Oratorio", es decir, de las actividades educativas que el sacerdote adelantaba con jóvenes pobres y obreros de Turín en la primera mitad del siglo XIX. Deseoso de tener una capilla en sus predios, Pinardi le ofreció una parte de los terrenos para que hiciera sus actividades con los muchachos y recibió inicialmente de Don Bosco 350 francos. Posteriormente Don Bosco adquiriría todo el conjunto y el lugar se convertiría en la Casa Madre de la Congregación Salesiana.

## Historia
El 5 de abril de 1846 se vencía el plazo para que Don Bosco abandonara con sus muchachos el campo de los hermanos Filippi que había arrendado para continuar sus labores educativas con jóvenes pobres y obreros de Turín. Ya el santo educador había sido desplazado de otros sitios de la ciudad y tenido como loco en su afán de dar un espacio a los muchachos en donde pudieran aprender algo y ver defendida su dignidad humana. Ese mismo día vino a buscarlo Pancrazio Soave quien le indicó que el señor Francisco Pinardi tenía el lugar indicado. 
La Casa de Pinardi se encontraba a 300 metros del Campo Filippi al noroccidente y a lo largo de la Calle de la Jardinera (en italiano "Via della Giardiniera"), según las descripciones de G. Lemoyne. La casa original era de dos plantas y no tenía mayor importancia, mientras Pinardi destinó para Don Bosco el patio de la casa.

## Complejo actual
El desarrollo de la obra salesiana significó el desarrollo de la Casa Pinardi como su principal centro de operaciones y con Don Bosco como su principal promotor. El lugar fue llamado por el santo como Oratorio de San Francisco de Sales y su influencia en el sector y desarrollo de Valdocco hicieron de éste otro de sus sinónimos, aunque en Valdocco se desarrollaron otras obras como el Cottolengo y las casas de la Marquesa de Barolo. 

### Capilla Pinardi
Cuando Francisco Pinardi ofreció a Don Bosco una parte de su terreno para que pudiera continuar sus actividades con los muchachos de Turín, tenía la intención de que en su casa hubiese una capilla. La condición no fue de difícil cumplimiento para Don Bosco que buscaba un lugar apropiado para que sus muchachos tuvieran escuela, un patio para jugar y una iglesia en donde seguir sus prácticas de piedad.
El lugar destinado para la capilla inicial era un cobertizo en la parte de atrás de la casa, a su norte y según los biógrafos (Lemoyne), tenía un área de 15 por 6 metros y bastante baja. El mismo Pinardi se comprometió a abajar el piso para hacerla más espaciosa. El 12 de abril de 1846 el Arzobispo de Turín celebró la primera Eucaristía en la capilla. 

### Iglesia de San Francisco de Sales
Con el crecimiento del oratorio se vio la necesidad de una nueva iglesia más espaciosa cuya construcción comenzó el 20 de julio de 1851 y fue bendecida el 20 de junio de 1852 bajo el nombre de "Iglesia de San Francisco de Sales", patrono del Oratorio juvenil. 

### Basílica de María Auxiliadora
La devoción de Don Bosco a María Auxiliadora a quien responsabilizaba de la marcha de su obra juvenil, le llevó a construirle un Santuario con grandes sacrificios económicos entre 1864 y 1868. La Iglesia fue consagrada el 9 de junio de 1868 por Monseñor Riccardi, Arzobispo de Turín ante 1200 jóvenes. 
En la actualidad es uno de los sitios más visitados del conjunto Pinardi por peregrinos y turistas debido a que conserva los restos de Don Bosco, María Dominga Mazzarello y Domingo Savio.

### Habitaciones de Don Bosco
Después de la muerte de Don Bosco en 1888, la Casa Pinardi se convirtió en centro de veneración y peregrinaje del mundo salesiano, así como continúa a ser la sede principal de la Congregación Salesiana y por ende del rector mayor de los salesianos hasta que el Consejo Superior es transferido a Roma. 
Después de la beatificación de Don Bosco en 1929, los salesianos deciden convertir el lugar en un sitio apto para la peregrinación y la conservación de la memoria histórica del apostolado de Don Bosco y el primer Oratorio Salesiano. La tarea de preparar el lugar fue liderada por el R.M. Don Felipe Rinaldi. 
Durante la década de 1970 las habitaciones de Don Bosco recibieron los más significativos acondicionamientos para facilitar las visitas y la protección de los elementos que han sobrevivido el paso del tiempo.